# CCTV世界地理频道
CCTV世界地理是中央电视台的纪录片数字付费频道，主要播出美国国家地理频道、英国BBC和中央电视台摄制的纪录片，内容涵盖历史、科学、地理、自然、军事、文化。
2020年1月1日4:00，本频道与央视其余12套付费频道的高清版本正式上星播出；标清版本至同年6月29日4:00停播。